# Jan Baptist Barbé
Jan Baptist Barbé o Jan-Baptist Barbé (referido como Jean-Baptiste Barbé en fuentes en francés) (Amberes, 28 de julio de 1578-ibid. 12 de febrero de 1649) fue un grabador, editor y marchante de arte flamenco activo en Amberes. Es conocido por sus grabados según sus propios diseños, así como por sus grabados de reproducción.

## Vida

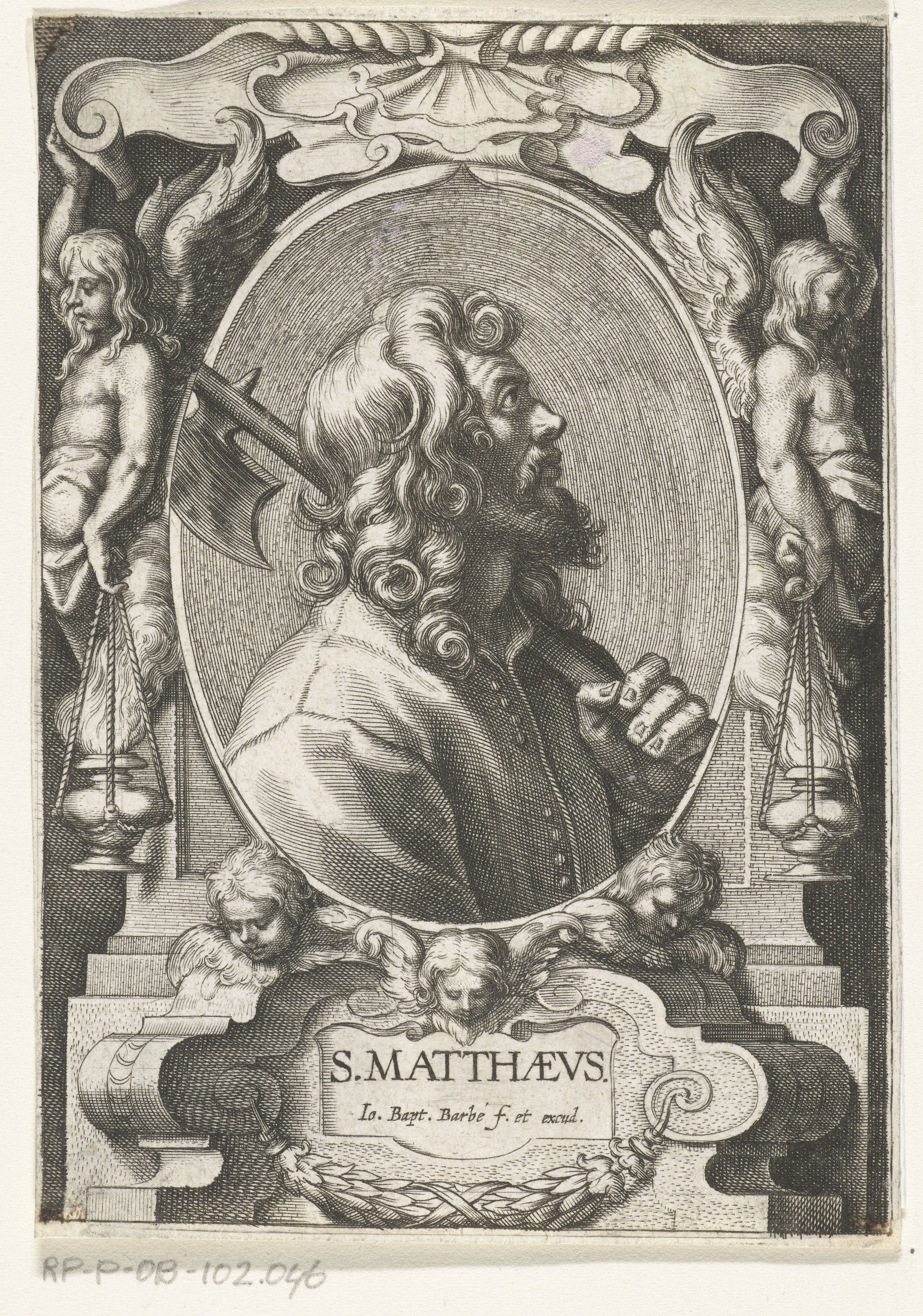
San Mateo con alabarda

Barbé nació en Amberes como hijo de Antoon Barbé y Joanna Ceels. Su padre era compositor y director de coro y organista de la Iglesia de Santiago en Amberes. Jan Baptist Barbé fue bautizado en la Catedral de Amberes el 28 de julio de 1578. En 1595 entró en el estudio de Philippe Galle.
No satisfecho con lo que pudo aprender de los artistas famosos durante su trabajo en Amberes, Barbé viajó a Italia para perfeccionar su arte. Durante su estancia en Italia, que probablemente comenzó en 1606, estuvo en contacto con Rubens y comenzó a realizar grabados de reproducción según las obras de éste. A su regreso de Italia, se convirtió en 1610 en maestro del Gremio de San Lucas de Amberes. Más tarde, cuando Barbé se vio envuelto en una acción judicial contra el grabador Nicolaas Lauwers por infracción de los privilegios relativos a los grabados que había creado, recibió el apoyo de Rubens.
Barbé se casó el 30 de marzo de 1620 con Christien (o Christina) Wierix, hija del destacado grabador y editor Hieronymus Wierix. Según las notas contemporáneas del pintor Erasmus Quellinus II, Barbé era una persona muy fea, mientras que su hija, que era una grabadora de talento, se contaba entre "las mujeres más bellas de Amberes". Hieronymus Wierix, el padre de su esposa, había muerto en 1619 antes de que la pareja se casara. Poco después de su matrimonio, Barbé hizo confeccionar un juego de grabados de Durero en la casa de su suegro fallecido en 1620. En 1635 Barbé fue aún más lejos para hacerse con unas planchas de cobre de los miembros de la familia Wierix. Su cuñada Cecilia Wierix (nacida en 1592) se había instalado en 1620 con Barbé y su esposa Christien. Había traído consigo algunos muebles y muchas placas de cobre preciosas, que había entregado a Barbé. Querían utilizar las planchas para hacer grabados, con el objetivo de venderlos para la exportación. Cuando, al cabo de un tiempo, Cecilia quiso hacer un balance final de las ventas y que se repartieran los beneficios, Barbé no dudó en hacer que su cuñada Cecilia fuera declarada demente para poner sus bienes bajo custodia legal.

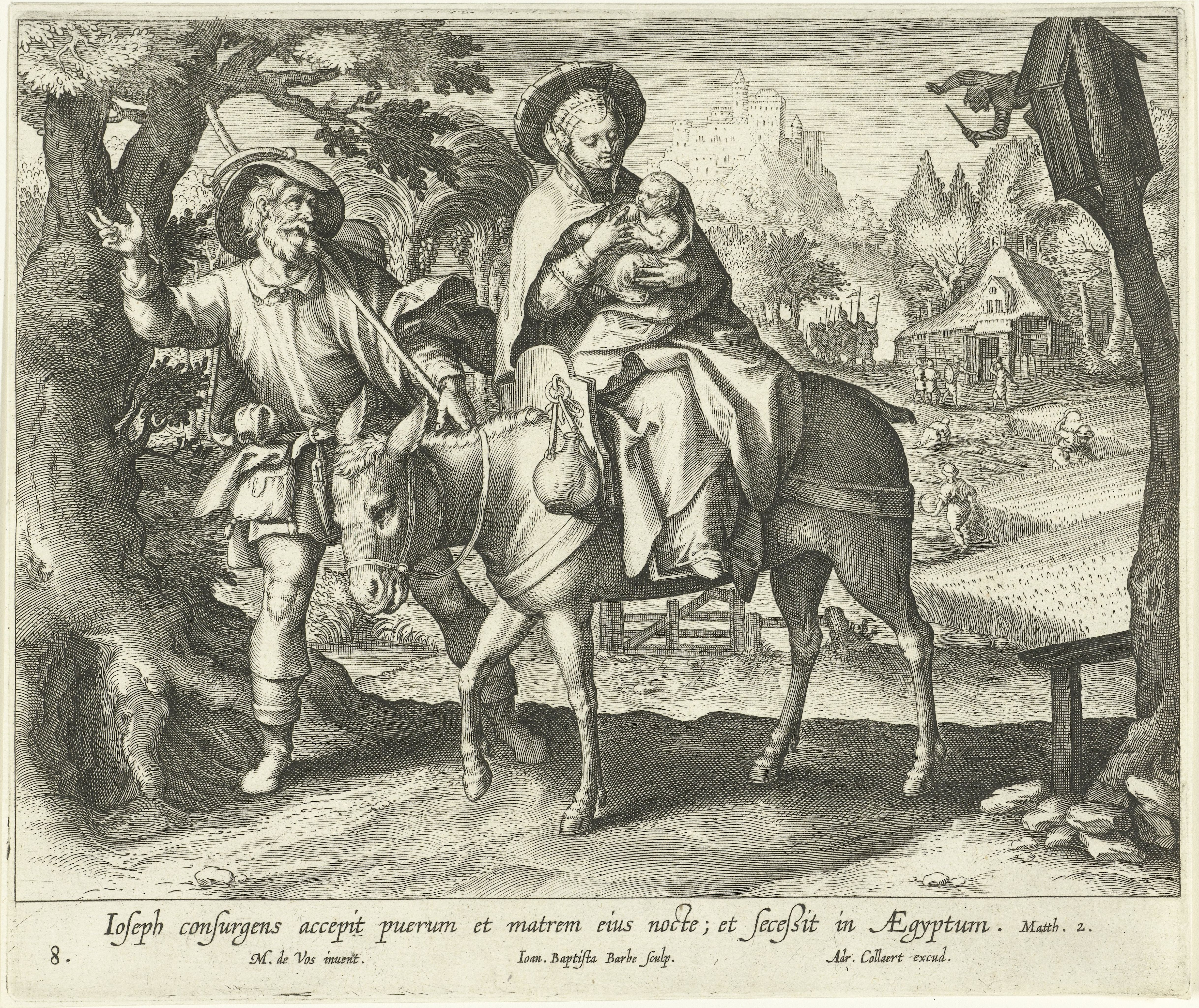
Huida a Egipto, según Maerten de Vos

Barbé participaba activamente en la cámara local de retórica los Violieren, que estaba vinculada al Gremio de San Lucas de Amberes. Fue diácono del gremio en 1627.
Anthony van Dyck pintó un retrato del artista, que fue grabado por Bolswert e incluido en la "Iconografía" de van Dyck (Icones Principum Virorum), una colección de retratos de personalidades destacadas de la época de van Dyck.
Barbé murió en Amberes en 1649. 

## Obra

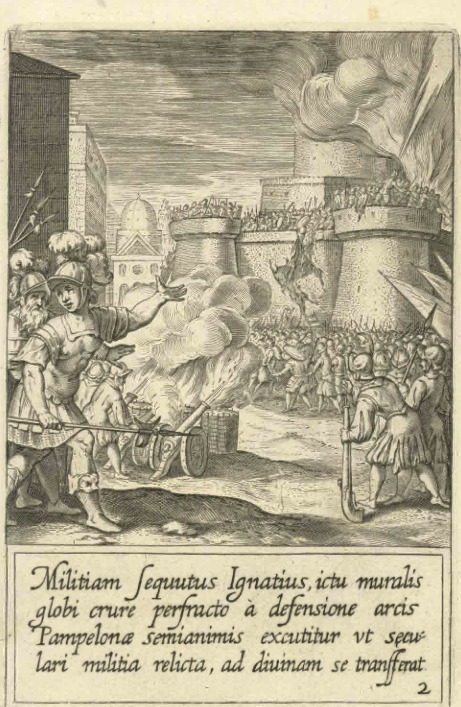
San Ignacio cuando era soldado

Barbé trabajó como grabador, editor y marchante de arte. Realizó grabados según sus propios diseños y también grabados de reproducción de los principales artistas flamencos y extranjeros de su época. Diseñó muchos grabados devocionales, que vendía en su propia tienda. A su regreso a Amberes, Barbé grabó varias láminas de tamaño pequeño y mediano con gran pulcritud y en un estilo muy similar al de Wierix.
Entre los artistas contemporáneos en cuyos diseños trabajó Barbé se encuentran Theodoor van Loon y Abraham van Diepenbeeck.

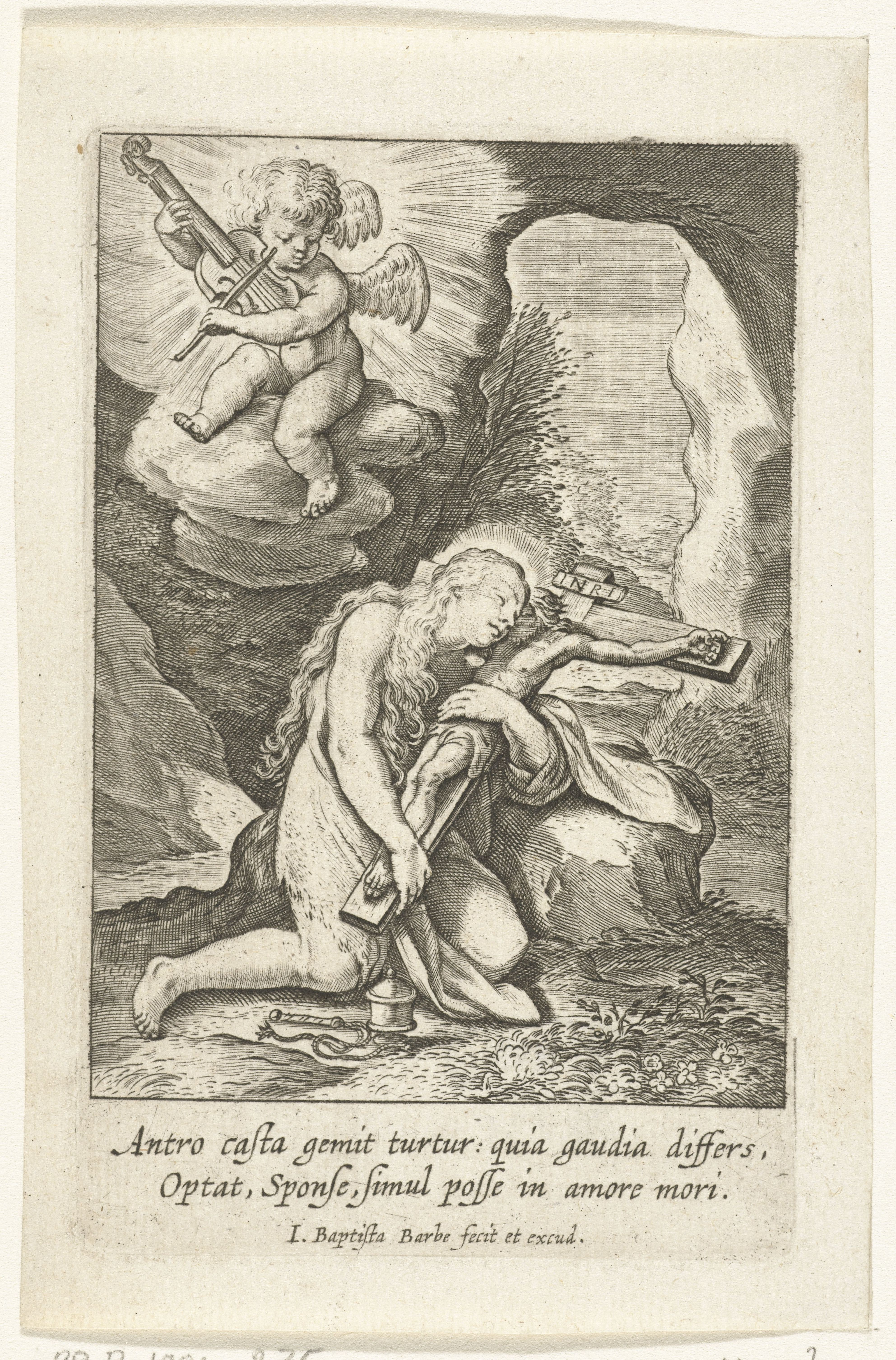
Magdalena penitente

Barbé mantuvo una estrecha relación con Rubens, cuyas obras ya había empezado a grabar cuando ambos artistas residían en Italia. A su regreso a Amberes, siguió grabando muchas obras de Rubens. En general, se presume que es el grabador (aunque algunas fuentes mencionan a Cornelis Galle el Viejo como el grabador) de los grabados de la obra de Pedro de Ribadeneira sobre la Vita beati P. Ignatii Loiolae, Societatis Iesu fundatoris publicada en 1609 en Roma con motivo de la beatificación de Ignacio de Loyola, fundador de la Orden de los Jesuitas (27 de julio de 1609). La obra contiene 87 grabados en cobre (más la portada y el frontispicio) que relatan los principales acontecimientos y enseñanzas de la vida de Loyola. Los diseños de la obra se han atribuido tradicionalmente a Rubens, que tuvo una relación especial con la Orden de los Jesuitas a lo largo de su carrera. Actualmente se cree que algunos de los grabados se remontan directamente a diseños de Rubens, otros tuvieron alguna participación de Rubens y otros no. Tras la canonización de Loyola el 12 de marzo de 1622 se realizó una segunda edición a la que se añadió una estampa, que se había preparado para la primera edición pero que no se utilizó, representando la canonización. Esta obra representa la mayor vida ilustrada del santo y con gran difusión e impacto en la iconografía ignaciana.
Barbé publicó varios libros de devoción, como el SS. Apostolorum et Evangelistarum Icones cum suis parergis ("Imágenes de los Apóstoles y Evangelistas con sus marcos"), fechado en 1620. Los diseños fueron realizados por Theodoor van Loon. La obra contiene retratos de busto de la Sagrada Familia, los cuatro evangelistas y los doce apóstoles. Cada retrato está colocado en un marco escultórico, como se indica en el título de la obra.
Otra publicación devocional publicada y grabada por Barbé es el Theatrum vitam, virtutes, miracula Rmi P. Gabrielis Maria Ord. Minorum publicado en 1642. Consta de 24 láminas que pretenden representar la vida, las virtudes y los milagros del padre Gabriel María, que había asistido a la fundación de la Orden de la Anunciación de la Santísima Virgen María. Cada lámina va acompañada de una leyenda explicativa. La portada está en latín y francés. Le sigue un retrato de Gabriel María. Los diseños fueron dibujados por Abraham van Diepenbeeck y grabados por el propio Barbé.

## Obras de varios maestros.
- Sagrada Familia; según GB Paggi.[14]
- La Sagrada Familia, con el Niño Jesús abrazando a San José; según Rubens.[15]
- La Virgen sentada en un Trono, sosteniendo al Niño, con un Pájaro; según Frans Francken el Joven.[1]